# Straussee-veerboot
De Straussee-veerboot is een elektrische kabelveerboot in Brandenburg. Het doorkruist de Straussee over een lengte van 370 meter en verbindt het stadscentrum van Strausberg met de woongebied "Jenseits des Sees".
De veerboot is een herkenningspunt van Strausberg en is een beschermd monument.

## Geschiedenis
De veerverbinding bestaat sinds 1894, nadat de zakenman Daniel Gepke (1843-1904) een badinrichting, een bowlingbaan en een restaurant bouwde aan de westelijke oever van de Straussee. De eerste veerboot werd met de hand bediend met een lier.
Vanwege toenemende passagiersaantallen werd in plaats daarvan vanaf ongeveer 1897 een grotere veerboot met een dieselmotor op petroleum en ruimte voor 200 passagiers gebruikt. Na de dood van Gepke kocht de stad Strausberg deze veerboot van zijn erfgenamen.
In 1913 volgde een nieuwe veerboot met een ottomotor op benzine. Deze motor was inderdaad voldoende krachtig; maar het bedrijfsgeluid en de geur van uitlaatgassen werden zo onaangenaam ervaren dat het recreatiegebied met de badinrichting, de bowlingbaan en het restaurant als zodanig in gevaar kwam. (Destijds: een diesel rookt, een benzinemotor stinkt.)
Daarom overwoog het stadsbestuur van de stad Strausberg om de veerboot uit te rusten met een elektromotor. Volgens de stand van de wetenschap in 1913 was voor een elektromotor in deze veerboot alleen batterij- of bovenleiding mogelijk (rekening houdend met economisch rendement). Het stadsbestuur van de stad Strausberg koos voor een (waarschijnlijk milieuvriendelijkere) bovenleidingoperatie, hoewel dit een groot constructief risico met zich meebracht. Deze onderneming slaagde echter.
In 1915 werd dit pontje (ondanks de Eerste Wereldoorlog) omgebouwd tot een elektromotor en een gelijkstroom bovenleiding met een spanning van 170 volt. Deze veerboot werd zijdelings geleid door twee staalkabels die door het water waren gespannen. Het trok zijn trekstroom uit een vrij overspannende eenpolige bovenleiding, die is bevestigd aan twee vakwerkmasten. De mast op de oostelijke oever, die ook een klok draagt, is 9,6 meter hoog; de mast op de westelijke oever is 9,7 meter hoog. De kleinste hoogte van de bovenleiding boven de Straussee is 5,8 meter. De twee staalkabels, die matig geaard zijn via het matig geleidende water, dienen als retourleidingen. Elektrisch is dit systeem vergelijkbaar met een bovenleiding en tweerailsysteem, waarbij de rails alleen aan het wegdek zijn geaard.
De huidige veerboot Steffi verliet de scheepswerf Marienwerder in 1967. Uw huidige motor wordt gevoed met 230 volt netspanning en heeft een vermogen van 7,5 kilowatt. Het kan normaal gesproken maximaal 100 passagiers vervoeren. In juni 2012 vond een uitgebreide revisie van de veerboot plaats.
Sinds de Haßmersheim am Neckar-veerboot in september 2014 werd stilgelegd, is de Straussee-veerboot de enige trolleyveerboot in Duitsland.
Tussen september 2016 en juni 2017 was de veerdienst onderbroken. Naast de reguliere revisie van de veerboot zijn de twee pieren omgebouwd tot ongeveer zes meter lange drijvende aanlegsteigers om ongeacht de waterstand een barrièrevrije toegang mogelijk te maken. Door het dalende waterpeil van de Straussee was een veilige toegang niet meer gegarandeerd. Er werd ongeveer 100.000 euro geïnvesteerd door twee investeerders.

## Operatie
De veerboot wordt geëxploiteerd door de Strausberger Eisenbahn en vaart het hele jaar door. Tijdens het seizoen zijn er elk half uur veerboten; tot 100 mensen kunnen tegelijkertijd over het meer worden vervoerd. Jaarlijks maken zo'n 8.000 passagiers gebruik van de veerverbinding. De reistijd is zeven minuten. Bovendien is de Straussee-veerboot ook geïntegreerd in de Verkehrsverbund Berlin-Brandenburg (VBB) als lokaal openbaar vervoersysteem en draagt daarom de extra aanduiding veerbootlijn 39. Op de veerboot is echter niet het reguliere VBB-tarief van toepassing, maar een speciaal tarief van de Strausberger Eisenbahn. Kaartjes worden aan boord verkocht. Wie recht heeft op gratis vervoer voor ernstig gehandicapten, wordt echter nog steeds gratis vervoerd.